# Nactus serpensinsula
Espèce
Synonymes
- Gymnodactylus serpensinsula Loveridge, 1951

Statut de conservation UICN

 VU D2 : Vulnérable
Statut CITES
Nactus serpensinsula est une espèce de geckos de la famille des Gekkonidae.

## Répartition
Cette espèce est  endémique de Maurice. Elle se rencontre sur l'île aux Serpents et l'île Ronde.

## Liste des sous-espèces
Selon The Reptile Database (10 septembre 2012) :
- Nactus serpensinsula durrelli Arnold & Jones, 1994
- Nactus serpensinsula serpensinsula (Loveridge, 1951)

## Étymologie
Son nom d'espèce lui a été donné en référence au lieu de sa découverte et la sous-espèce est nommée en l'honneur de Gerald et Lee Durrell.

## Publications originales
- Arnold & Jones, 1994 : The night geckos of the genus Nactus in the Mascarene Islands with a description of the distictive population on Round Island. Dodo, Journal of the Wildlife Preservation Trusts, vol. 30, p. 119-131.
- Loveridge, 1951 : A new gecko of the genus Gymnodactylus from Serpent Island. Proceedings of the Biological Society of Washington, vol. 64, p. 91-92 (texte intégral).